# Население на Никарагуа
Населението на Никарагуа през 2018 година е 6 465 501 души.

## Възрастов състав
(2009)
- 0-14 години: 35,1% (мъжe 1 028 853/жени 989 124)
- 15-64 години: 60,5% (мъжe 1 698 170/жени 1 774 002)
- над 65 години: 4,4% (мъжe 117 221/жени 134 946)

## Коефициент на плодовитост
- 2005 – 2,94
- 2015 – 2,52

## Расов състав
(2007)
- метиси – 3 915 995 (69 %)
- бели – 964 810 (17 %)
- черни – 510 782 (9 %)
- индианци – 283 767 (5 %)

## Религия
(2005)
- 58,5% – католици
- 24,1% – протестанти
- 15,7% – атеисти
- 1,6% – други

## Език
Официален език в Никарагуа е испански.